# Sascha Faxe
Sascha Faxe, née le 4 août 1971 à Helsingør (Danemark), est une femme politique danoise, membre de L'Alternative.

## Biographie
Sascha Faxe suit des études d'histoire à l'université d'Aarhus, où elle obtient un premier diplôme en 1995. En 1998, elle y obtient une licece en histoire et en sciences des médias, puis un master en sciences des médias en 2003. De 2005 à 2015, elle est consultante en freelance. En parallèle, elle travaille de 2012 à 2013 comme chef d'équipe pour le campus suisse de Kaospilot, puis comme responsable de projet pour ActionAid Denmark entre 2014 et 2015. En 2016 et 2017, elle est employée par le parti politique écologiste L'Alternative, comme responsable de la politique de développement international.
Engagée au sein de L'Alternative, elle est candidate une première fois aux élections législatives de 2019, mais échoue à remporter un siège et devient alors seulement la première suppléante de son parti dans la circonscription de Seeland.
Après qu'Uffe Elbæk a annoncé en décembre 2019 son départ de son poste de leader de L'Alternative, elle se déclare candidate à sa succession le mois suivant. Lors de l'élection interne du 1er février 2020, elle termine en quatrième position parmi les six candidats et est éliminée au deuxième tour du scrutin remporté par Josephine Fock.
Elle se présente une nouvelle fois lors des élections législatives anticipées de novembre 2022, lors desquelles elle est élue députée au Folketing. En août 2023, elle devient la porte-parole politique de son groupe parlementaire après le départ en congé maladie pour une durée indéterminée de son collègue Torsten Gejl. Elle lui rend le rôle après son retour au Parlement en janvier 2024.